# Full Blown Rose
Full Blown Rose est un groupe de rock américain. Leur titre le plus connu, Somebody Help Me?, est le générique de la série Tru Calling.